# Filip Jícha
Filip Jícha, né le 19 avril 1982 à Plzeň, est un ancien joueur puis entraîneur tchèque de handball. Il a été élu meilleur handballeur mondial de l'année en 2010.

## Biographie

### Carrière de joueur
Filip Jicha commence sa carrière professionnelle dans le club du Slavia Plzeň avant de rejoindre le Dukla Prague puis s'expatrier à l'étranger. Après une demi-saison dans les pays du Golfe Persique, en Arabie saoudite puis au Qatar, il évolue tout d'abord en Suisse, puis rejoint en 2005 le Bundesliga. Il joue deux saisons avec le club de TBV Lemgo où il inscrit 202 puis 203 buts en championnat. Le club allemand remporte la Coupe de l'EHF en 2006, compétition où il inscrit 29 buts. La saison suivante, Lemgo s'incline en huitième de finale de cette même compétition face au club français de Dunkerque.

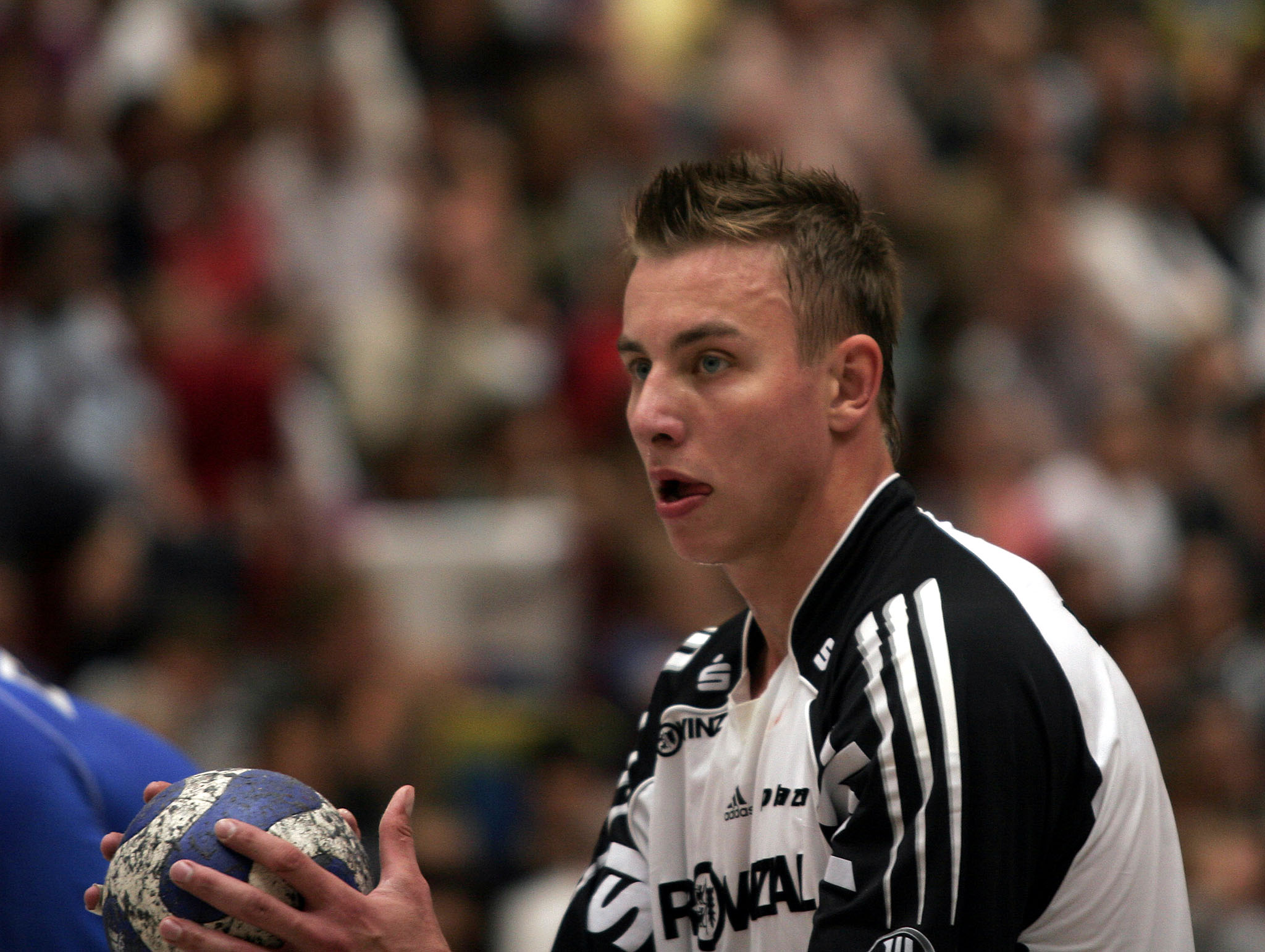
Filip Jicha avec le THW Kiel en 2007.

Il rejoint ensuite le club de THW Kiel qui dispute la plus importante compétition de club : la Ligue des champions. Pour sa première saison, il inscrit 45 buts dans cette compétition. Le club, champion d'Europe en titre, s'incline en finale face au club espagnol de BM Ciudad Real : après avoir perdu le match aller 27 à 29, Ciudad remporte le match retour dans la salle de Kiel par six buts, 25 à 31. Lors de ces deux matchs, Jicha inscrit trois puis deux buts.
Lors de la Ligue des champions 2008-2009, Jicha termine en tête du classement des buteurs avec 99 buts devant Kiril Lazarov. Kiel atteint pour la troisième année consécutive la finale de la compétition, la seconde face au même adversaire de Ciudad Real. Kiel remporte le match aller de cinq buts mais subit une défaite de six buts lors du match retour en Espagne. Jicha inscrit neuf buts lors du match aller mais doit se contenter d'un seul lors de la seconde rencontre.

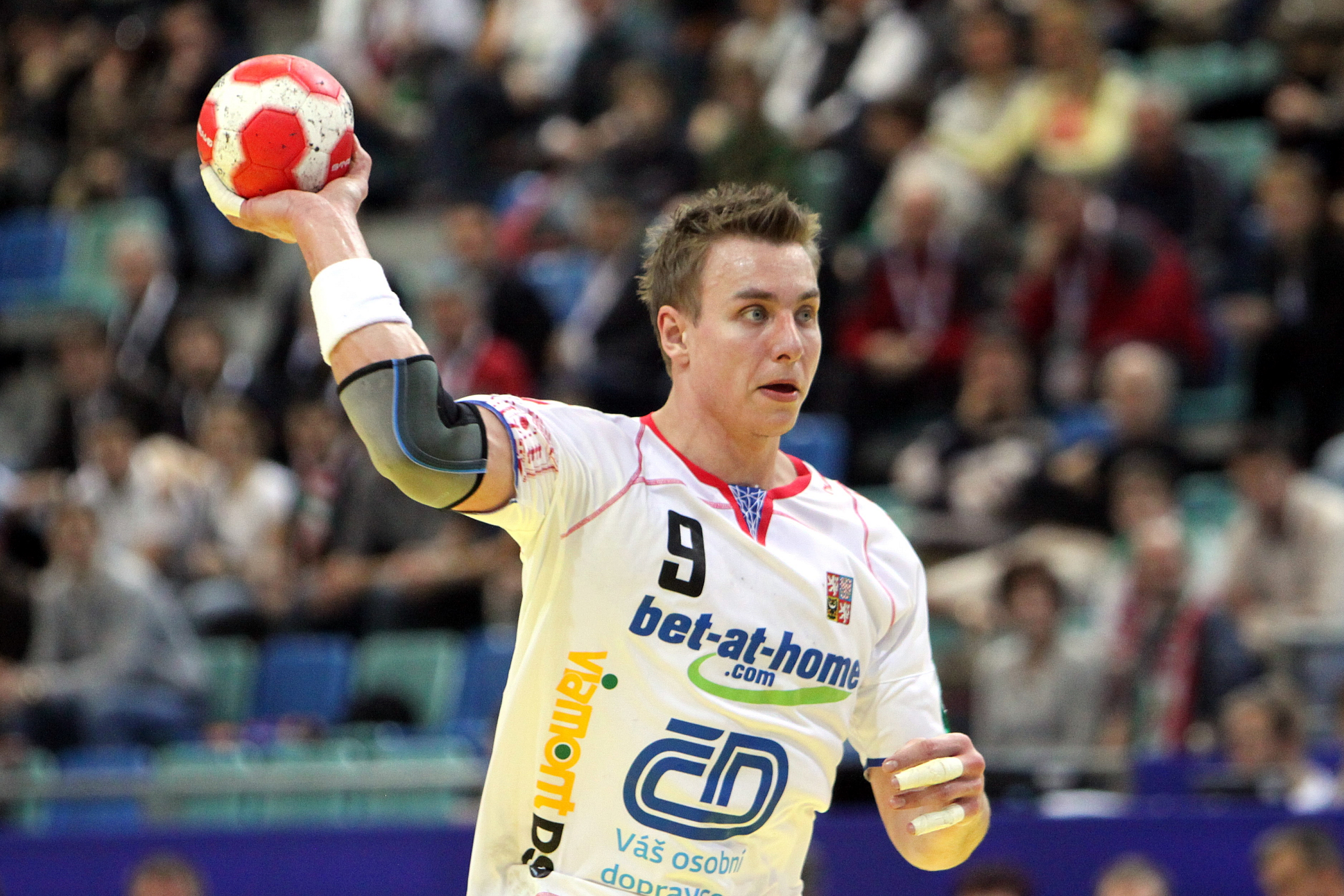
Filip Jicha lors du Championnat d'Europe 2010.

Pour sa troisième saison en ligue des champions sous le maillot de Kiel, il termine une nouvelle fois meilleur buteur de la compétition avec un total de 119 réalisations. Pour la première fois de son histoire, la compétition se termine par un Final Four disputé à Cologne. Kiel remporte sa demi-finale face à Ciudad Real sur le score de 27 à 25. En finale, les Allemands sont opposés à un autre club espagnol, le FC Barcelone. Jicha inscrit 11 buts dans une rencontre remportée 36 à 34 par Kiel. Kiel remporte sa seconde Ligue des champions. Plus tôt dans la saison, en janvier 2010, Jicha termine meilleur buteur, avec un total de 53 buts, meilleur arrière gauche et meilleur joueur du Championnat d'Europe 2010 disputé en Autriche. Sa sélection termine huitième.
C'est donc assez logiquement qu'il a été élu meilleur handballeur mondial de l'année 2010 par l'IHF,
En 2015, contraint de consacrer 40 % de son salaire pour rembourser ses dettes après avoir été piégé par conseiller financier en immobilier, il demande à son club du THW Kiel de le libérer de son contrat pour qu'il puisse signer au FC Barcelone qui lui propose un contrat intéressant financièrement et qui plus est de longue durée (4 ans), ce qui arrive à point nommé pour un joueur dont la fin de carrière approche. Après huit saisons au THW Kiel, il rejoint alors le FC Barcelone. En août 2017, après deux saisons plombées par les blessures, il quitte le FC Barcelone puis officialise sa fin de carrière.

### Carrière d'entraîneur
En 2018, il retrouve le THW Kiel en tant qu'entraîneur adjoint d'Alfreð Gíslason avant de lui succéder en 2019.
Dès sa première saison en tant qu'entraîneur principal, il permet au THW Kiel de remporter son 21e Championnat après 4 saisons sans titre. Puis lors de la Finale à quatre de la Ligue des champions, reportée en décembre 2020 du fait de la pandémie de Covid-19, il conduit le club à sa quatrième victoire dans la compétition et devient ainsi l'un des rares handballeurs à l'avoir remportée à la fois en tant que joueur et entraîneur.

## Palmarès de joueur

### En club
Sauf précision, le palmarès a été acquis avec le THW Kiel
Compétitions internationales
- Vainqueur de la Ligue des champions (2) : 2010 et 2012
  - Finaliste en 2008, 2009 et 2014
- Vainqueur de la Coupe de l'EHF (C3) (1) : 2006 (avec TBV Lemgo)
- Vainqueur de la Supercoupe d'Europe (1) : 2007

Compétitions nationales
- Vice-Champion de République tchèque en 2003 (avec Dukla Prague)
- Vainqueur du Championnat d'Allemagne (7) : 2008, 2009, 2010, 2012, 2013, 2014 et 2015
- Vainqueur de la Coupe d'Allemagne (5) : 2008, 2009, 2011, 2012 et 2013
- Vainqueur de la Supercoupe d'Allemagne (5) : 2007, 2008, 2011, 2012 et 2014
- Vainqueur du Championnat d'Espagne (2) : 2016 et 2017
- Vainqueur de la Coupe du Roi (2) : 2016, 2017
- Vainqueur de la Coupe ASOBAL (2) : 2016, 2017
- Vainqueur de la Supercoupe d'Espagne (2) : 2015, 2016

### En équipe nationale
Championnats d'Europe
- 8e place au Championnat d'Europe 2002
- 11e place au Championnat d'Europe 2004
- 8e place au Championnat d'Europe 2010
- 14e place au Championnat d'Europe 2012
- 15e place au Championnat d'Europe 2014

Championnats du monde
- 10e place au Championnat du monde 2005
- 12e place au Championnat du monde 2007
- 17e place au Championnat du monde 2015

### Distinctions personnelles
En janvier 2011, il est nommé meilleur handballeur mondial de l'année 2010 par la Fédération internationale de handball : avec 31 % des votes, il devance Nikola Karabatic, deuxième avec 28 % et Thierry Omeyer troisième 17 %,
Lors du Championnat d'Europe 2010, il est nommé meilleur arrière gauche et meilleur joueur de la compétition dont il termine également le meilleur buteur avec 53 buts.
Il termine à deux reprises meilleur marqueur de la Ligue des champions, lors des saisons 2008-2009 avec 98 buts et 2009-2010 avec 119 buts.
En Bundesliga, il remporte le titre de « Spieler der Saison », meilleur joueur de la saison, succédant ainsi à Thierry Omeyer en 2009 et Nikola Karabatić en 2007 et 2008.
Il a également été élu handballeur tchèque de l'année à 8 reprises, sans discontinuer entre 2007 et 2014.

## Palmarès d'entraîneur
Compétitions internationales
- Vainqueur de la Ligue des champions (C1) (1) : 2020

Compétitions nationales
- Vainqueur du Championnat d'Allemagne (3) : 2020, 2021, 2023
- Vainqueur de la Coupe d'Allemagne (2) : 2022, 2025
- Vainqueur de la Supercoupe d'Allemagne (4) : 2020, 2021, 2022, 2023